# Wolin (ø)
Wolin (tysk: Wollin; pommersk: Wòlin) er navnet både på en polsk ø i Østersøen, ud for den polske kyst, og en by på øen. Administrativt øen hører til voivodskabet Vestpommern. Wolin er adskilt fra øen Usedom (Uznam) af floden Świna, og fra det pommerske fastland af floden Dziwna. Øen har et areal på 265 km², og dens højeste punkt er Grzywacz på 116 moh.
Vand fra floden Oder løber ud i Stettiner Haff og derfra gennem Peenestrom vest for Usedom, Świna mellem Usedom og Wolin samt Dziwna øst for Wolin ud i Pommernbugten i Østersøen.
Det meste af øen er bevokset med skov og består af postglacial bakker. I midten er Wolin Nationalpark. Øen er en vigtig turistattraktion i det nordvestlige Polen, og krydses af flere afmærkede turiststier, for eksempel den 73 km lange sti fra Międzyzdroje til Dziwnówek. En jernbanelinje forbinder Stettin og Świnoujście, ligesom Europavej E65 Stettin-Świnoujście krydser øen.

## Forbindelse med Jomsborg
Arkæologiske fund på øen er sparsomme, men på et areal på 20 hektar er der gjort fund af den næststørste markedsplads ved Østersøen fra vikingetiden. Nogle forskere har spekuleret i, om Wolin kan have været den semi-legendariske bosættelse Jomsborg. Imidlertid har andre afvist identifikationen, eller endda den historiske eksistens Jomsborg.
Gwyn Jones bemærker, at størrelsen af byen blev overdrevet i samtidige kilder, for eksempel ved af Adam af Bremen, der hævdede at Wolin/Jomsborg var "den største by i Europa". Arkæologiske udgravninger har dog gjort fund af en havn stor nok til 360 krigsskibe (som hævdet af Adam), og af et større citadel. Byen var beboet af både slavere og nordboere.

## Kultur
Hvert år afholdes Europas største germansk-slaviske vikinge-festival på øen.